# Chiu Jui-fen
Chiu Jui-fen (chiń. 邱瑞芬; pinyin Qiū Ruìfēn) – tajwańska zapaśniczka w stylu wolnym. Dziewiąte miejsce na mistrzostwach świata w 1996. Srebrna medalistka mistrzostw Azji w 1996 roku.